# Маріанський жолоб

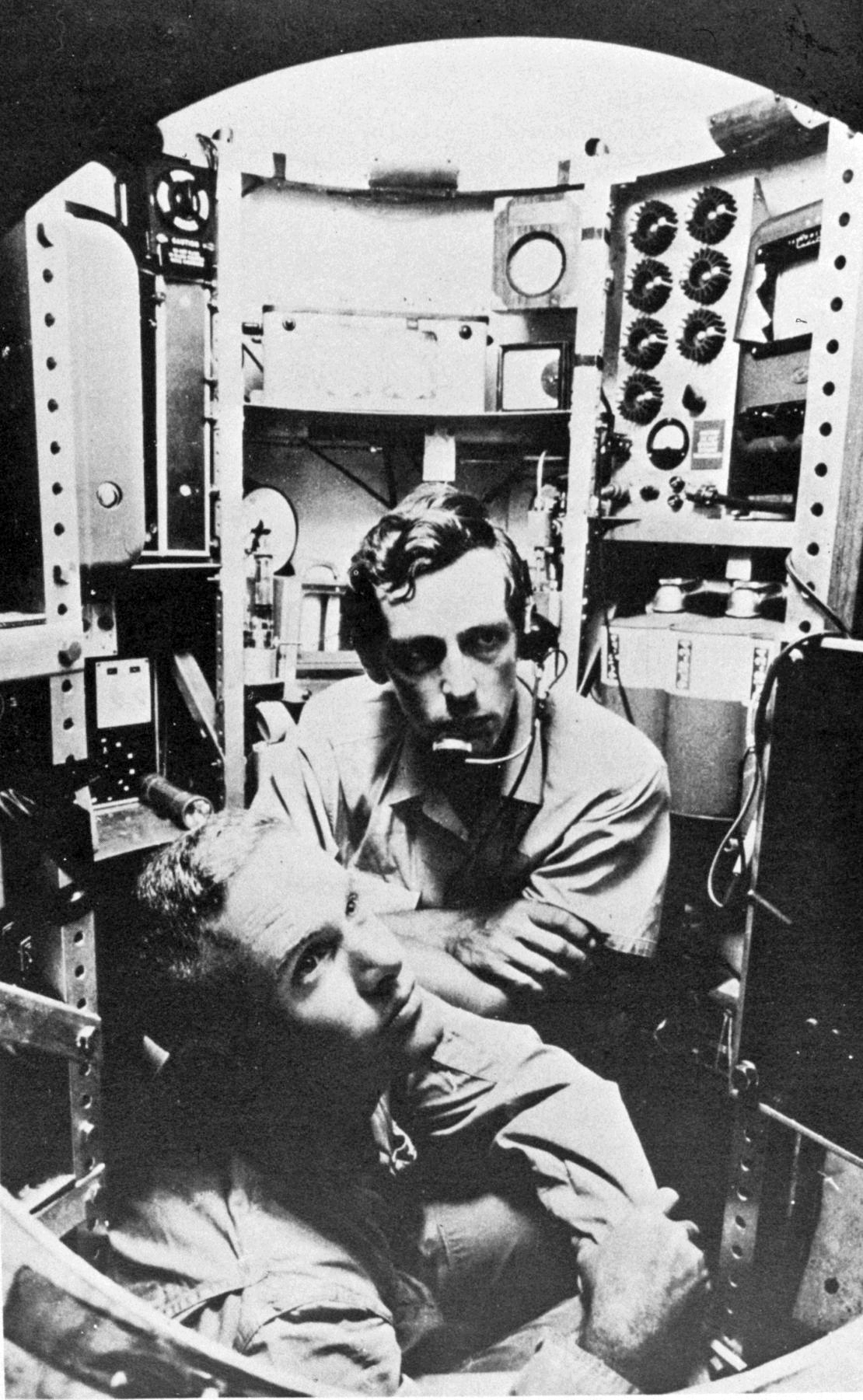
Жак Пікар (в центрі) та Дон Волш (ліворуч) у батискафі «Трієст» — перші люди, що занурились в Маріанську западину

11°21′ пн. ш. 142°12′ сх. д. / 11.35° пн. ш. 142.2° сх. д.

Схема утворення Маріанського жолоба

Маріанський жолоб або Маріанська западина — океанічний жолоб на заході Тихого океану, найглибоководніший серед відомих водних географічних об'єктів.
Відкрила Маріанський жолоб 1875 року британська експедиція на судні «Челленджер». Рекордні дані про глибину отримано англійським судном «Челленджер» 1951 року. Відповідно до звіту, було зафіксовано глибину 10 863 м. За результатами вимірювань, здійснених 1957 року під час 25-го рейсу радянського НДС «Витязь», найбільша глибина жолоба становила 11 022 м. Дослідження 1995 року показали, що вона становить близько 10 920 м.
Жолоб простягнувся вздовж Маріанських островів на 1500 км, має V-подібний профіль, круті схили (7—9°), плоске дно шириною 1—5 км, яке поділено порогами на кілька замкнутих дисперсій. Тиск води біля дна сягає 108,6 МПа, що більш, ніж у 1000 разів перевищує нормальний атмосферний тиск на рівні Світового океану. Жолоб розташовується на межі двох тектонічних плит, у зоні розлому, де Тихоокеанська плита занурюється під Маріанську плиту.

## Дослідження
Перше занурення людини до дна Маріанського жолобу було здійснено 23 січня 1960 року, лейтенантом ВМС США й океанологом Доном Волшем і дослідником Жаком Пікаром на батискафі «Трієст». Прилади зафіксували рекордну глибину — 11 521 м (скоригована цифра — 10 911 м). На дні дослідники несподівано зустріли пласких риб розміром до 30 см, схожих на камбалу.
Японський зонд Kaikō ((яп. 海沟), який було спущено в район найбільшої глибини жолобу 24 березня 1997 року, зафіксував глибину 10 911,4 м
31 травня 2009 року роботизований підводний апарат Nereus досяг дна Маріанської западини після занурення на глибину 10 902 метри. Апарат відзняв відео, зробив декілька фотографій, а також зібрав зразки відкладень на дні. Ці відкладення становлять значний інтерес для геологів, оскільки западина розташована на стику тектонічних плит.
У березні 2012 року Джеймс Кемерон продемонстрував публіці батискаф власної конструкції й оголосив про плани особисто опуститися на дно Маріанської западини в рамках проєкту Deepsea Challenger.
26 березня 2012 року Джеймс Кемерон став третьою людиною в історії, яка досягла найглибшої точки світового океану — дна Маріанської западини — на одномісному апараті Deepsea Challenger, обладнаному всім необхідним для фото та відео зйомки, кінозйомка велася в форматі 3D, для цього батискаф було оснащено особливим світловим обладнанням. Кемерон дістався до «Безодні Челленджера» — ділянки западини на глибині 10 898 метрів. Кемерон узяв зразки порід, живих організмів і зробив кінозйомку, застосовуючи 3D-камери. Зняті ним кадри стануть підґрунтям науково-документального фільму каналу «National Geographic Channel».
20 квітня 2016 року Національне управління океанічних і атмосферних досліджень розпочало експедицію щодо вивчення Маріанського жолобу з наукового судна «Океанос Експлорер» (англ. Okeanos Explorer) за допомогою дистанційно керованих камер, які транслюють зображення в режимі онлайн. Експедиція триватиме до 10 липня.
28 квітня 2019 року Віктор Весково здійснив новий рекордний спуск до 10 928 метрів. Він пірнав чотири рази між 28 квітня та 5 травня 2019 року, ставши першою людиною, яка неодноразово занурювалась у Безодню Челленджера.
Між 7 і 25 червня 2020 року Віктор Весково ще неодноразово занюрювався на дно океану. Разом з ним були інші люди. Вони використовували підводний апарат DSV Limiting Factor від компанії Triton Submarines.

## Цікаві факти
В 2023 році, як повідомив ресурс Sky News, у водах Тихого океану на глибині 8900 метрів в Маріанській западині дослідники знайшли невідомий науці вірус, який отримав назву vB_HmeY_H4907.

## Інтернет-ресурси
- Маріанський жолоб